# Lombcinege
A lombcinege (Sylviparus modestus) a verébalakúak (Passeriformes) rendjébe, ezen belül a cinegefélék (Paridae) családjába tartozó Sylviparus nem egyetlen faja.
A magyar neve forrással nincs megerősítve.

## Előfordulása
Bhután, Kína, India, Laosz, Mianmar, Nepál, Thaiföld és Vietnám területén honos. A természetes élőhelye szubtrópusi vagy trópusi síkvidéki és hegyi esőerdők, mérsékelt övi erdők, valamint szubtrópusi vagy trópusi síkvidéki, hegyi és mérsékelt övi cserjések.

## Alfajai
- Sylviparus modestus simlaensis Stuart Baker, 1917
- Sylviparus modestus modestus E. Burton, 1836
- Sylviparus modestus klossi Delacour & Jabouille, 1930